# Festival internazionale del balletto di Nervi
Il Festival internazionale del balletto di Nervi di Genova è stata la prima manifestazione interamente dedicata alla danza nata in Italia nel dopoguerra. 

## Storia
A Genova nel 1953 Mario Porcile aprì una scuola di danza classica, coadiuvato dall'amico, nonché primo ballerino della Scala di Milano, Ugo Dell'Ara. I due divennero promotori e creatori del Festival internazionale del balletto di Nervi. 
Luogo scelto per allestire gli spettacoli fu l'ampia ed elegante area dei parchi di Nervi, dove si svolse il primo festival dall'8 luglio all'8 agosto del 1955. Lo spettacolo inaugurale fu affidato al Balletto nazionale croato di Zagabria, mentre il 16 luglio si esibì la prima diva, Alicia Markova. 
Durante gli anni della direzione di Porcile la formula era quella di presentare la più ampia varietà di balletti, perciò gli spettacoli erano divisi in tre sezioni (danza classica, danza moderna e danza popolare) e di ognuna si cercava di mostrare agli spettatori il maggior numero di varietà e tendenze. Venivano quindi ospitate le diverse scuole nazionali, le grandi compagnie mondiali come il Grand Ballet du Marquis de Cuevas e la compagnia folcloristica di Igor' Moiseev, gli ensembles di modern dance.
Nel 1960 per il festival fu appositamente creato il Balletto Europeo di Léonide Massine di cui fu protagonista il ballerino genovese Paolo Bortoluzzi.
Dal 1955 al 2004, la manifestazione ha avuto 34 edizioni, allestite sino al 1992 esclusivamente all'aperto nei Parchi di Nervi; dal 1995 al 1999 gli spettacoli si svolsero tra Teatro ai Parchi e Teatro Carlo Felice, dal 2000 esclusivamente al Carlo Felice e in altri teatri del centro della città. 
Nel 2019, l'evento è stato riproposto col nome di Festival Internazionale di Nervi: tale rinnovamento vede in scena spettacoli di balletto alternati a esibizioni di cantautori di fama nazionale. Anche nel 2020 il Comune di Genova ha promosso il Festival Internazionale del balletto e della musica affidando la realizzazione alla Fondazione Teatro Carlo Felice con il patrocinio della Regione Liguria, in collaborazione del Porto antico di Genova.